# Canton d'Orbec
Le canton d'Orbec est une ancienne division administrative française située dans le département du Calvados et la région Basse-Normandie.

## Géographie
Ce canton était organisé autour d'Orbec dans l'arrondissement de Lisieux. Son altitude variait de 61 m (Saint-Martin-de-Mailloc) à 231 m (Familly) pour une altitude moyenne de 154 m.

## Représentation

### Conseillers d'arrondissement (de 1833 à 1940)
Le canton d'Orbec avait deux conseillers d'arrondissement.
| Période                                  | Période      | Identité                              | Étiquette           | Qualité |
| ---------------------------------------- | ------------ | ------------------------------------- | ------------------- | --- |
| 1833                                     | 1852         | Jean-Baptiste Blondel                 |                     | Propriétaire, maire de Meulles                                                                              |
| 1833                                     | 1848         | Victor Delanney                       |                     | Propriétaire à Orbec                                                                                        |
| 1848                                     | 1851         | Pierre Cyrille Lacroix (1797-1851)    |                     | Propriétaire à Orbec                                                                                        |
| 1851                                     | 1864         | Eustache Placide Lacroix (1794-1870)  |                     | Docteur-médecin, maire d'Orbec                                                                              |
| 1852                                     |              | Cyprien Lemyre de Villers (1793-1871) |                     | Capitaine instructeur en chef au 7e régiment de dragons, propriétaire à Saint-Cyr-du-Ronceray               |
| 1864                                     |              | Auguste-Florentin Conard              |                     | Négociant à Orbec                                                                                           |
|                                          |              |                                       |                     | |
| 1871                                     | 1879 (décès) | Jules Piel (1815-1879)                |                     | Notaire à Orbec                                                                                             |
| 1871                                     | 1888         | Comte Amédée Durey de Noinville       |                     | Maire de La Cressonnière                                                                                    |
| 1879                                     | 1888         | Émile Moutier                         | Républicain         | Notaire, maire d'Orbec                                                                                      |
| 1888                                     | 1892 (décès) | Henry Ozanne (1817-1892)              | Républicain         | Ancien notaire à La Vespière, propriétaire à Orbec                                                          |
| 1888                                     | 1892 (décès) | Alphonse Bordeaux (1816-1892)         |                     | Manufacturier, propriétaire du château Montfort, maire de Meulles                                           |
| 1892                                     | 1900 (décès) | Michel Ferdinand Haimet (1831-1900)   |                     | Foulonnier, maire de La Chapelle-Yvon                                                                       |
| 1892                                     | 1907         | Charles Casimir Hue (1832-1908)       |                     | Docteur-médecin, maire d'Orbec, président du conseil d'arrondissement                                       |
| 1900                                     | 1913         | M. Bibet                              | Républicain libéral | Adjoint au maire d'Orbec                                                                                    |
| 1907                                     | 1937         | Joseph Ozanne                         | URD                 | Président du comice agricole d'Orbec                                                                        |
| 1913                                     | 1919         | Henri Léon Liénard (1849-1922)        |                     | Général de brigade, propriétaire à Orbec                                                                    |
| 1919                                     | 1931         | Gustave Levillain                     | Union républicaine  | Maire d'Orbec                                                                                               |
| 1931                                     | 1937         | Maurice Lanquetot                     | RG                  | Maire de Saint-Martin-de-Bienfaite                                                                          |
| 1937                                     | 1940         | Georges Régnier                       | URD-PSF             | Vétérinaire, adjoint au maire d'Orbec                                                                       |
| 1940                                     |              |                                       |                     | Les conseils d'arrondissement ont été suspendus par la loi du 12 octobre 1940 et n'ont jamais été réactivés |
| Les données manquantes sont à compléter. |              |                                       |                     | |

### Conseillers généraux de 1833 à 2015
De 1833 à 1840, les cantons de Livarot et d'Orbec avaient le même conseiller général. Le nombre de conseillers généraux était limité à 30 par département.
| Période | Période          | Identité                                          | Étiquette                      | Qualité |
| ------- | ---------------- | ------------------------------------------------- | ------------------------------ | --- |
| 1833    | 1879 (décès)     | Frédéric Luc Hélix d'Hacqueville                  | Légitimiste                    | Président honoraire du tribunal civil de Lisieux, propriétaire, maire d'Orbec                                                                                |
| 1879    | 1917 (décès)     | Comte Pierre-Louis de Colbert-Laplace             | Bonapartiste puis conservateur | Diplomate, député (1876-1895), propriétaire du château de Mailloc à Saint-Julien-de-Mailloc                                                                  |
| 1917    | 1919             | siège vacant                                      |                                | |
| 1919    | 1940             | Comte Jean Auguste de Colbert-Laplace (1872-1961) | URD                            | Officier d'infanterie, propriétaire à Saint-Julien-de-Mailloc, nommé conseiller départemental en 1943                                                        |
|         |                  |                                                   |                                | |
| 1945    | 1964             | Albert Morin                                      | RI                             | Ingénieur horticole, maire d'Orbec |
| 1964    | 1972 (démission) | Jean Ledru                                        | UDR                            | Expert-comptable à Orbec |
| 1972    | 1987 (décès)     | Guy Viquesnel (1917-1987)                         | DVD                            | Exploitant agricole, maire d'Orbec |
| 1988    | 2001             | Bernard Lambert                                   | PS                             | Professeur de collège retraité Maire de Courtonne-les-Deux-Églises puis conseiller municipal d'Orbec                                                         |
| 2001    | 2015             | Patrick Beaujan                                   | DVD puis MoDem puis UDI        | Maire-adjoint d'Orbec jusqu'en 2008, maire de Meulles (2014-2015), président de la CC du Pays de l'Orbiquet jusqu'en 2008, vice-président du conseil général |

Le canton participait à l'élection du député de la troisième circonscription du Calvados.

## Composition

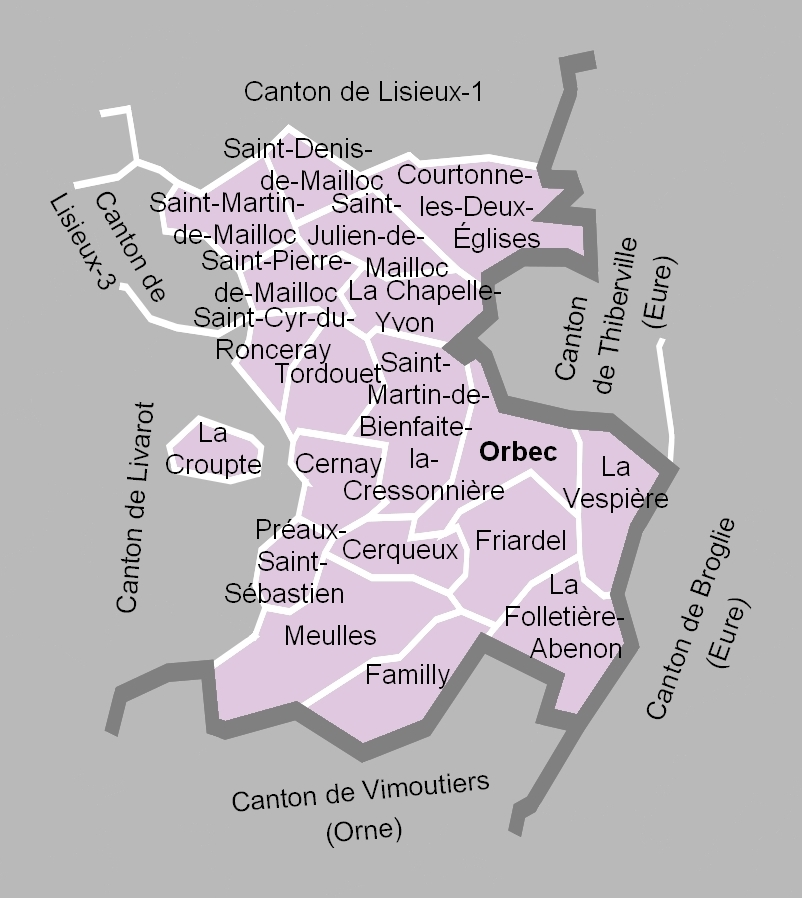
La carte des communes du canton. Les cantons limitrophes étaient ceux de Lisieux-3, de Lisieux-1, de Thiberville, de Broglie, de Vimoutiers et de Livarot.

Le canton d'Orbec comptait 9 388 habitants en 2012 (population municipale) et regroupait dix-neuf communes :
- Cernay ;
- Cerqueux ;
- La Chapelle-Yvon ;
- Courtonne-les-Deux-Églises ;
- La Croupte ;
- Familly ;
- La Folletière-Abenon ;
- Friardel ;
- Meulles ;
- Orbec ;
- Préaux-Saint-Sébastien ;
- Saint-Cyr-du-Ronceray ;
- Saint-Denis-de-Mailloc ;
- Saint-Julien-de-Mailloc ;
- Saint-Martin-de-Bienfaite-la-Cressonnière ;
- Saint-Martin-de-Mailloc ;
- Saint-Pierre-de-Mailloc ;
- Tordouet ;
- La Vespière.

La commune de La Croupte était enclavée dans le canton de Livarot.
À la suite du redécoupage des cantons pour 2015, toutes les communes à l'exception de Courtonne-les-Deux-Églises et Saint-Martin-de-Mailloc sont rattachées au canton de Livarot. Courtonne-les-Deux-Églises est rattaché au canton de Lisieux et Saint-Martin-de-Mailloc à celui de Mézidon-Canon.

### Anciennes communes
Les anciennes communes suivantes étaient incluses dans le canton d'Orbec :
- Livet, absorbée en 1824 par Saint-Paul-de-Courtonne.
- Le Bennerey, absorbée en 1825 par La Chapelle-Yvon.
- La Halboudière, absorbée en 1825 par Familly.
- Abenon, absorbée en 1825 par La Folletière. La commune prend alors le nom de La Folletière-Abenon.
- La Cressonnière, associée à Saint-Martin-de-Bienfaite le 1er janvier 1973. L'association prend alors le nom de Saint-Martin-de-Bienfaite-la-Cressonnière. La fusion devient totale le 12 décembre 2011[7].

Le canton comprenait également une commune associée :
- Saint-Paul-de-Courtonne, associée à Courtonne-la-Ville depuis le 1er janvier 1973. L'association prend le nom de Courtonne-les-Deux-Églises.

## Démographie
| 1962  | 1968  | 1975  | 1982  | 1990  | 1999  | 2006  | 2011  | 2012  |
| ----- | ----- | ----- | ----- | ----- | ----- | ----- | ----- | ----- |
| 8 033 | 8 124 | 8 262 | 8 536 | 8 840 | 8 826 | 9 189 | 9 403 | 9 388 |